# Evangelische Kirche Baumholder

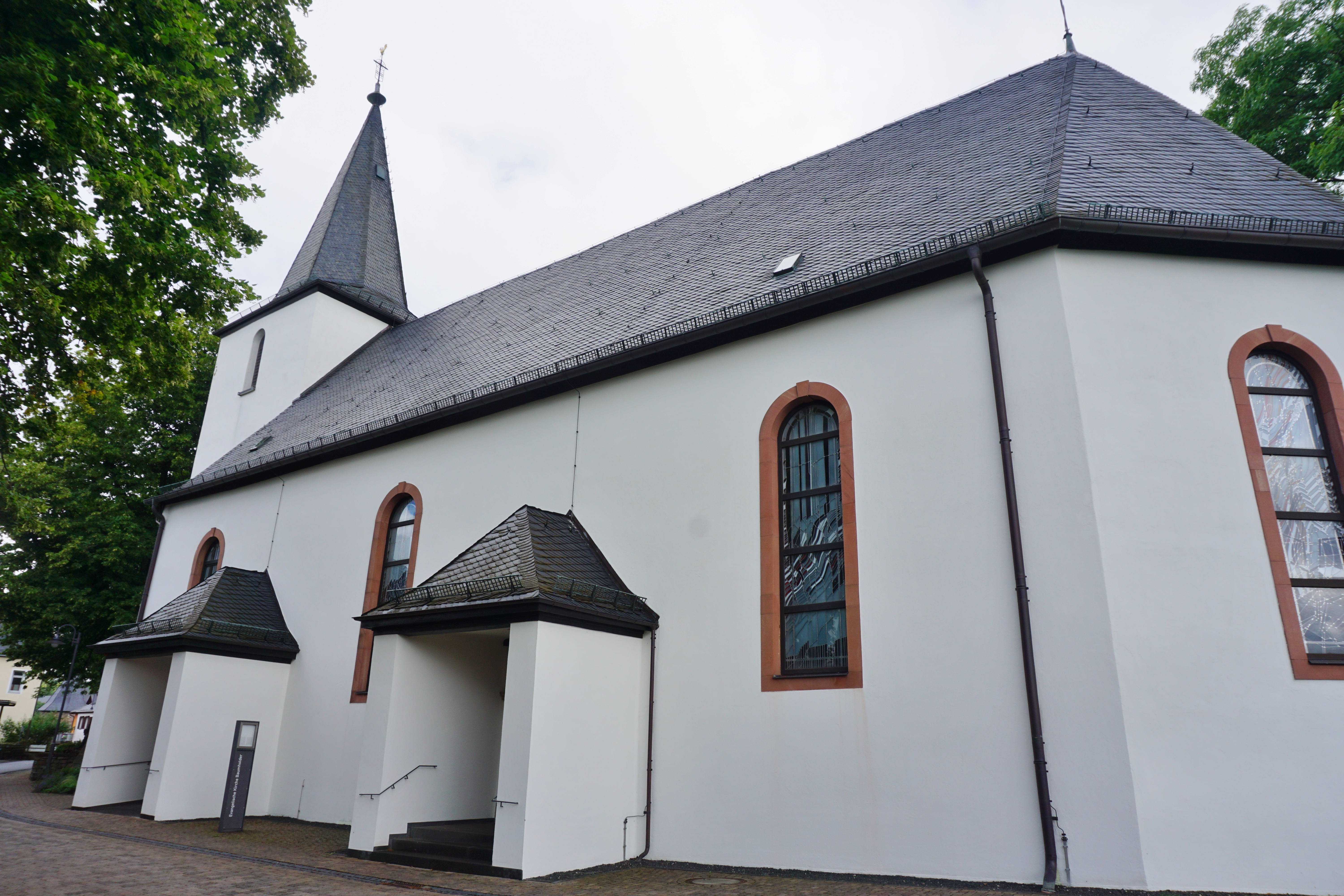
Evangelische Kirche Baumholder

Die Evangelische Kirche Baumholder steht in der Stadt Baumholder im rheinland-pfälzischen Landkreis Birkenfeld.

## Geschichte

### Baugeschichte
Am Ort der heutigen Kirche in Baumholder fanden bereits um 920 Beerdigungen statt, tatsächliche Erwähnungen einer dortigen Kirche sind allerdings erst ab dem 14. Jahrhundert bekannt. Die Kirche überstand zwar den Dreißigjährigen Krieg und die Reunionskriege, der Zustand des Gebäudes verschlechterte sich jedoch zunehmend, weshalb größere Reparaturen Anfang des 18. Jahrhunderts vorgenommen wurden. Das Kirchenschiff wurde schließlich 1748 bis 1750 vollständig abgerissen und mit Kapazitäten für mehr Gläubige neu aufgebaut.
Der Innenraum wurde 1956 bis 1957 modern und nüchtern umgestaltet, wobei unter anderem die Holzstützen des Kirchenschiffs entfernt und die Empore zurückgebaut wurde. 1985 wurden Buntglasfenster von Deither F. Domes eingebaut. Im Jahr 2003 wurde die Empore neugestaltet und eine Stumm-Orgel, die zu diesem Zeitpunkt bereits rund 170 Jahre alt war, eingebaut.

### Kirchliche Organisation
Infolge der Reformation erhielt Baumholder 1535 den ersten reformierten Pfarrer und 1704 einen lutherischen Pfarrer. Die reformierten, lutherischen und katholischen Prediger nutzen zunächst gemeinsam das Kirchengebäude. Die reformierte und die lutherische Kirchengemeinden in Baumholder schlossen sich 1820 zur evangelischen Kirchengemeinde Baumholder zusammen. Die katholische Gemeinde nutzt seit 1885 die neu errichtete Kirche St. Simon und Judas Thaddäus.
Die evangelische Kirche in Baumholder bildet heute gemeinsam mit der evangelischen Kirche in Ruschberg die Kirchengemeinde Baumholder, die zum Kirchenkreis Obere Nahe der Evangelischen Kirche im Rheinland gehört.

## Architektur
Die Kirche gliedert sich in den einschiffigen Gottesdienstraum und den spätgotischen Kirchturm im Westen. Der circa 40 Meter hohe Turm stammt vermutlich aus dem 13. Jahrhundert und wurde im 17. Jahrhundert um vier Strebepfeiler ergänzt. Der Innenraum der Saalkirche ist schlicht gestaltet und enthält auf an der Rückwand zum Turm eine Empore mit einer Orgel. Der Chorraum enthält den Altar, die Kanzel und einen Taufstein.